# پل پسی
پل پَسی (به فرانسوی: Paul Passy)‏ (تلفظ فرانسوی: [pasi]) (زادهٔ ۱۳ ژانویهٔ ۱۸۵۹ در ورسای – درگذشتهٔ ۲۱ مارس ۱۹۴۰ در حومهٔ پاریس) با نام کاملِ «پل اِدوار پَسی» زبان‌شناس اهل فرانسه بود. معروفیت او بیشتر به‌دلیل بنیان‌گذاری الفبای آوانگاری بین‌المللی است. با تلاش‌های او، در سال ۱۸۸۶، انجمن آواشناسی بین‌المللی تأسیس شد.

## زندگی
پل پَسی در خانواده‌ای سرشناس به دنیا آمد. پدرش، فرِدِریک پَسی، اقتصاددان و سیاستمدار بود. فردریک، نخستین دریافت‌کنندهٔ (همراه با آنری دونان) جایزهٔ صلح نوبل در سال ۱۹۰۱ بود. پل پَسی در کودکی، بر زبان‌های انگلیسی، آلمانی، و ایتالیایی تسلط یافت. او سپس در «مدرسه عملی پژوهش‌های عالی» در سوربن، به تحصیل در زبان‌های سانسکریت و لاتینِ گوتیک پرداخت. پَسی در ۱۹سالگی دانش‌آموختهٔ دانشگاه شد و به مدت ده سال، به‌جای خدمت سربازی، در مدارس دولتی به معلمیِ زبان‌های انگلیسی و آلمانی پرداخت. در همان زمان، او به یک مسیحیِ معتقد تبدیل شد.